# Jiří Kašný
Jiří Kašný (* 18. ledna 1958, Zlín) je český teolog, církevní právník a suspendovaný katolický kněz, bývalý člen Salesiánů Dona Bosca. V letech 2002–2008 byl děkanem Teologické fakulty Jihočeské univerzity v Českých Budějovicích. V roce 2009 uzavřel civilní sňatek, čímž automaticky upadl do suspenze a následně byl vyloučen ze salesiánské kongregace.

## Život
V roce 1979 absolvoval v Kroměříži konzervatoř ve hře na housle, v letech 1988–1991 studoval na Papežské salesiánské univerzitě v Římě, poté vyučoval na Salesian High School v New Rochelle ve státě New York. Následně pět let studoval na Americké katolické univerzitě ve Washingtonu, v r. 1998 získal doktorát z církevního práva. V letech 1995–2000 přednášel církevní právo na Pontifical College Josephinum v USA, v téže době byl po tři roky soudcem diecézního soudu tamtéž. V r. 2000 se stal vedoucím katedry na Teologické fakultě v Českých Budějovicích, od roku 2002 do roku 2008 byl jejím děkanem. V roce 2005 se habilitoval na Cyrilometodějské teologické fakultě Univerzity Palackého Olomouc.

## Dílo
- Manželství v západní tradici, Teologická fakulta JU, České Budějovice, 2006, ISBN 80-7040-921-5